# Balate

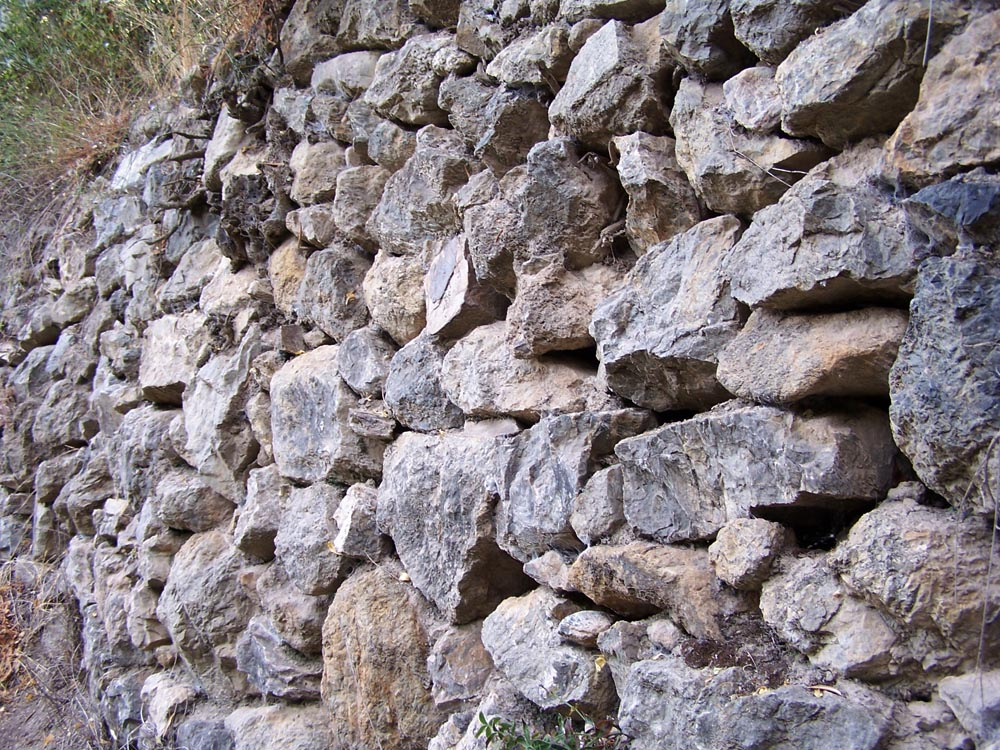
Un balate en La Alpujarra

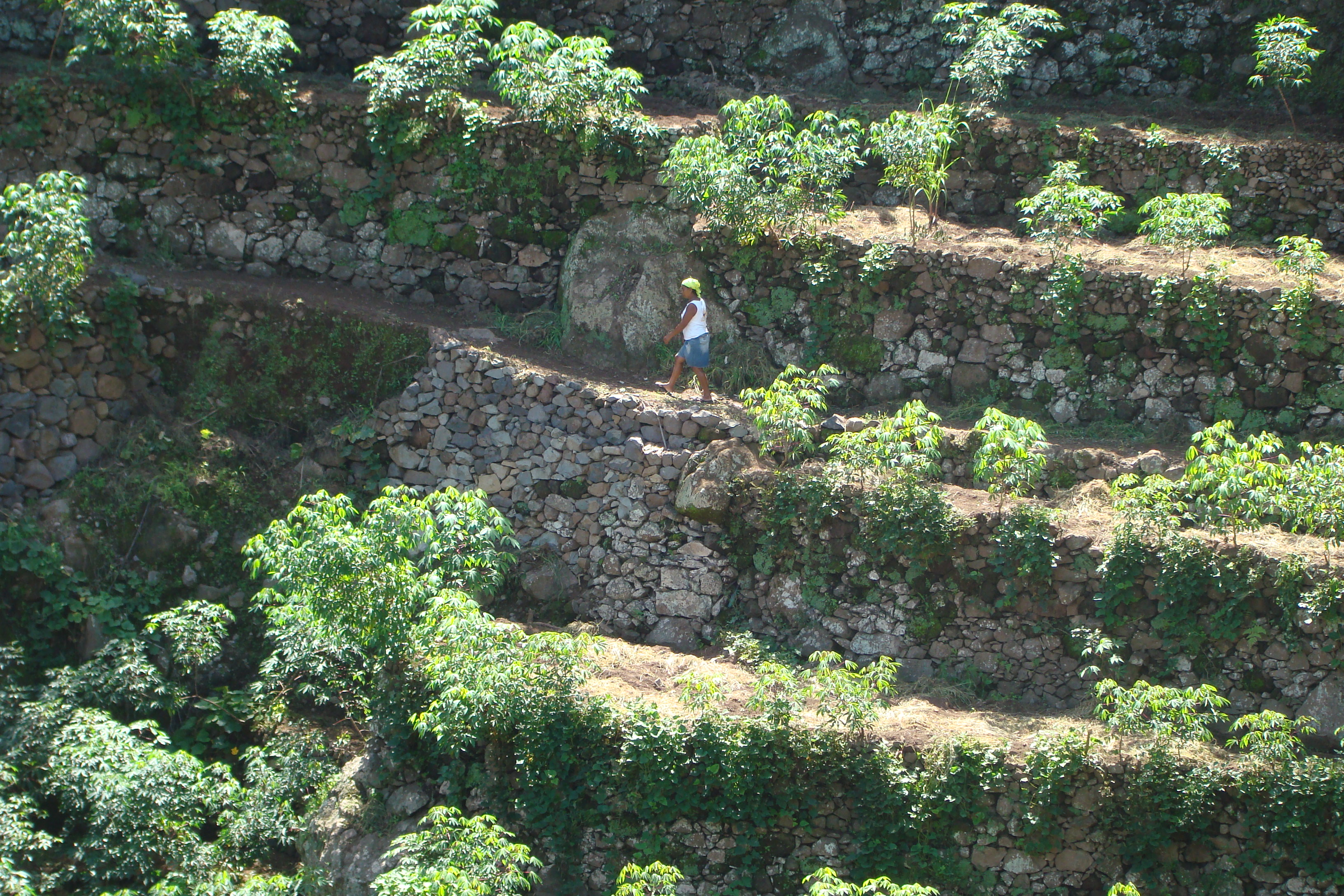
Balates, llamados allí "pared", en la Isla de Santo Antão (Cabo Verde)

En los antiguos territorios del Reino de Granada, especialmente en las provincias de Granada y Almería (España), se denomina balate al muro de contención de tierras realizado con piedras sin labrar, manejables por uno o dos hombres, colocadas unas sobre otras, acuñadas con piedras más pequeñas llamadas ripios, y generalmente en seco, sin mortero de ningún tipo. Los balates suelen tener cierto desplome hacia las tierras a contener y pueden alcanzar alturas hasta de cinco metros. 
Se trata de un tipo constructivo típico de las zonas de alta montaña, que se da en diversas culturas agrarias alrededor del mundo (Bali, Santo Antão, etcétera). En España abundan especialmente en La Alpujarra, comarca de Andalucía situada en las faldas de Sierra Nevada, o en la de los Filabres-Tabernas en la Sierra de los Filabres de Almería, con fuertes desniveles del terreno, siendo también elementos definitorios del paisaje de la Sierra de Tramontana, en Baleares.

## Etimología
Etimológicamente la palabra balate procede de griego πλατεῖα plateia, calle ancha o plaza, a través del árabe بلاط, balāṭ o al-balāṭ, camino empedrado, calzada, pavimento de piedra, tierra o ladrillo, de donde se debió extender su uso para denominar al muro hecho con los mismos materiales. Su uso en castellano está documentado desde finales del siglo XVI.

## Funciones
Su finalidad es la contención de pequeñas parcelas agrícolas, denominadas paratas, que son bancales pequeños y estrechos, facilitando el método tradicional de riego por gravedad o inundación. En la comarca de La Alpujarra Alta, los balates constituyen un elemento esencial del paisaje, cumpliendo además una función ecológica, como defensa contra las escorrentías y el deterioro del terreno, además de servir de refugio, debido a las oquedades entre las piedras, a una importante fauna menor. En esta zona, es normal que el muro no arranque directamente desde el ras del bancal inferior, sino que se suele dejar una franja en su base, llamada cejón, que sirve de refuerzo y se aprovechaba criando hierba para los animales domésticos.
Los menestrales especializados en la construcción de balates se conocen como balateros.
El abandono de los métodos tradicionales de cultivo en zonas abancaladas y la consecuente falta de mantenimiento, está poniendo en peligro la conservación de este patrimonio agrícola.
Algunas zonas de cultivo con balates están protegidas patrimonialmente, dentro del Sitio Histórico de la Alpujarra.

## Otros usos
La palabra balate también puede significar «vereda en los extremos de las heredades, que les sirve de lindero» o utilizarse para denominar al borde exterior de las acequias, a las paratas cuyo borde exterior es de tierra o a lindazos de poca anchura.